# 다중 모니터

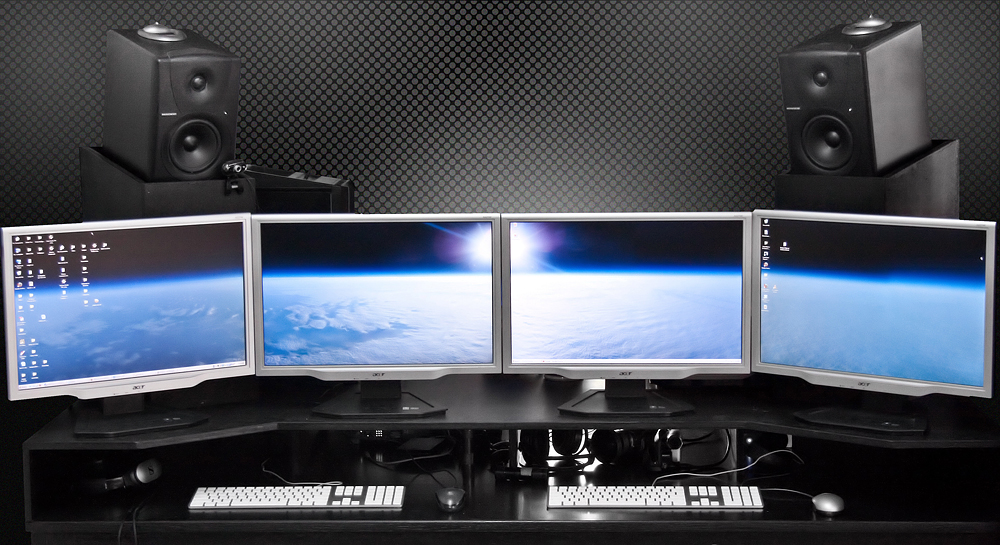

다중 모니터는 여러 대의 모니터, 텔레비전, 프로젝터와 같은 물리적인 디스플레이 장치들을 사용하는 것과 동의어이다. 멀티 모니터(multi monitor), 멀티 헤드(multi head), 듀얼 모니터(dual monitor)라고도 한다. 한 대의 컴퓨터 시스템에서 실행되는 컴퓨터 프로그램의 작업 영역을 넓히기 위해 사용된다. 마이크로소프트는 이러한 설정을 "생산성 개선을 위한 가장 좋은 방법들 가운데 하나"라고 적시해 놓았다.
대한민국에서는 "두 대의 모니터"를 뜻하는 "듀얼 모니터"라는 표현을 많이 사용하지만, 이 글에서는 두 대가 넘는 모니터에 대해서도 언급하고 있으므로 "다중 모니터"라는 표현을 주로 사용한다.

## 구성

듀얼 모니터를 이용하는 사무원

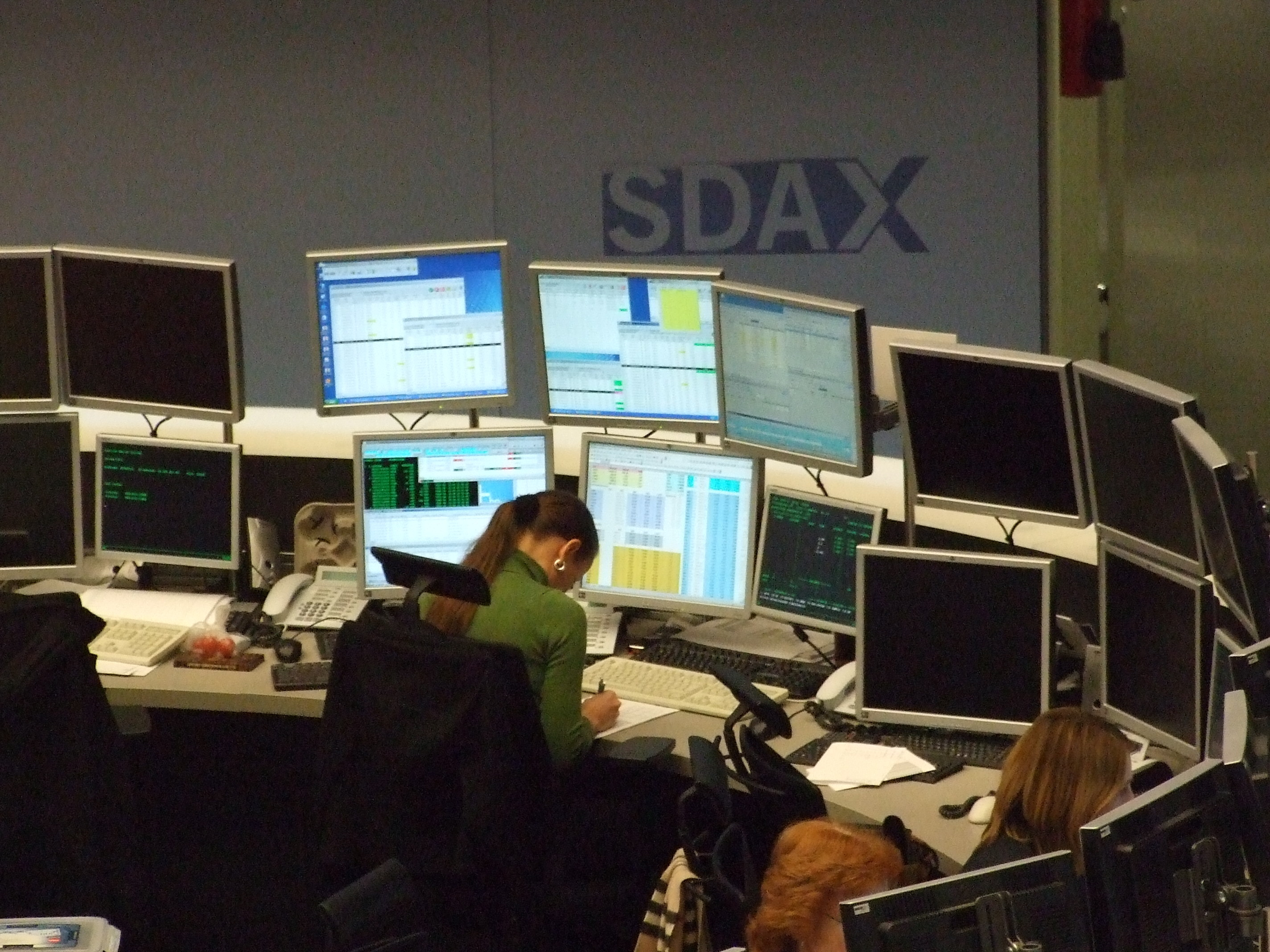
2×3 디스플레이가 금융 환경에서 많이 쓰이고 있다.

#### 한 대의 개인용 컴퓨터에 여러 대의 모니터
여러 대의 모니터를 설치하는 것은 컴퓨터 사용을 값싸게 개선하는 방법이 될 수 있다. 보관됨 2008-02-09 - 웨이백 머신 크기, 해상도, 모니터 수가 여전히 제한되어 있지만, 화면의 영역을 넓혀 준다. 다중 모니터로 쓰이는 모니터들은 각기 다른 종류(LCD, CRT)와 크기를 사용할 수 있다. 운영 체제는 모니터의 해상도를 독립적으로 관리한다.
컴퓨터의 영상은 그래픽 카드를 통해 출력되며 여러 장치가 해석하여 표시한다. 그래픽 카드는 보통 CRT, LCD와 같은 모니터에 연결되지만, 이러한 카드들이 프로젝터나 텔레비전 수상기에 연결하는 경우도 늘고 있다. 이러한 경향에 따라, 제조업체들은 이에 알맞은 인터페이스를 사용하여 여러 종류의 디스플레이 장치에 연결할 수 있는 그래픽 카드들을 생산해 내고 있다. 두 개의 모니터 케이블 단자가 있는 그래픽 카드를 듀얼 헤드(Dual Head)라고 부른다. 그래픽 카드를 두 개 장착하여 모니터를 두 개 쓰는 것도 가능하며, 메인보드 내장형 그래픽 소켓에 그래픽 카드를 따로 장착하여 두 개의 모니터를 사용할 수도 있다. (다만 후자의 경우 메인보드 바이오스에서 지원 여부를 먼저 확인해 보아야 한다.)

#### 세 대 이상의 모니터
두 개 이상의 PCIe 인터페이스를 갖춘 컴퓨터가 점차 대중화됨에 따라, 고성능 컴퓨터 사용자들은 더 이상 단일 메인 그래픽 어댑터로 동작하는 세 대의 모니터에 제한을 받지 않아도 된다. 여러 대의 그래픽 어댑터를 갖춘 시스템에, 세 대, 심지어 네 대의 모니터를 연결하여 사용하는 경우가 그리 드문 것은 아니다. 듀얼 PCIe 인터페이스를 사용할 수 없을 경우, 표준 PCI 그래픽 카드를 PCIe나 AGP 카드와 함께 사용하여 두 세 대의 모니터로 확장할 수도 있다. 또한, 한 대의 카드에 세 대 이상의 모니터를 지원하는 전문급 카드도 있다. (이를테면 매트록스사의 그래픽 카드) 특히 캐드, 데이 트레이딩, 소프트웨어 개발 환경에서 여섯 대 이상의 모니터를 하나의 생산 시스템에서 사용하는 것도 점차 일상화되고 있다..

#### 여러 대의 PC 다중 모니터
X 윈도 프록시인 Xdmx를 사용하면 한 대의 가상 데스크톱으로서 여러 대의 모니터를 사용할 수 있다. 여러 대학의 디스플레이 벽 프로젝터들이 이 기능을 사용하고 있다. 이를테면, 일리노이 대학교 시카고의 전자 시각화 연구소에 있는 The LambdaVision 디스플레이를 들 수 있으며, 여기에 55 대의 LCD 모니터에 32 대의 PC가 연결되어 있다. 이로써 17600x6000 화소의 디스플레이를 갖추게 된다. 시네라마 확장을 사용하는 동안, 그놈은 데스크톱 전체를 사용할 수 있다.

## 역사
현재 출시되고 있는 마이크로소프트 윈도우, 맥 OS, X 윈도 시스템의 우분투, 페도라, 데비안등 리눅스 및 유닉스 계열은 모두 다중 모니터를 지원하고 있다. 듀얼 모니터 기능은 한 때, 다중 디스플레이를 지원하는 GUI 시스템에, 특정한 그래픽 카드 드라이버에 따라 지원 여부가 갈라지기도 했다. X 윈도 시스템은 본래의 서버 기능상 설계시부터 멀티 모니터를 지원하도록 설계되었다. 다중 모니터 구성의 지원은 마이크로소프트 윈도우 98에와서 기본 기능으로 추가되었다. 애플사에서 출시한 모든 버전의 OS X이후버전은 이를 기본 기능으로 제공한다.
두 개의 그래픽 카드를 따로 장착함으로써 맥은 최대 세 대의 모니터를 지원하였다. 반면 다중 모니터를 위한 운영 체제의 지원은 1990년대 중반까지 윈도에 도입되지 않았다. 일체형 맥 SE/30은 조그마한 흑백 화면을 제공하였지만 외부 컬러 모니터를 장착하여 사용할 수 있었다.

## 디스플레이 방식

#### 복제 모드
초기에 개인용 컴퓨터에서, 모든 출력 인터페이스에 똑같은 영상을 표시하기 위해 다중 출력 인터페이스가 고안되었다. (이를 미러링 또는 클론이라고 부르기도 한다) 이러한 그래픽 카드들이 원래 프레젠테이션에서 사용되었다는 사실을 반영한다. 이러한 프레젠테이션에서 사용자는 영사된 영상을 보고, 그 복제된 영상을 발표자도 볼 수 있다.

#### 확대 모드
어떠한 그래픽 카드들은 기존의 데스크톱 영역을 별도의 데스크톱 공간으로 만들지 않고 두 대의 모니터로 확대하는 기능을 제공한다. 이는 1024x768 해상도를 가진 모니터에서 2048x768과 같은 해상도를 사용할 수 있게 해 준다. 각 모니터는 같은 해상도와 같은 색상 수를 가져야 하며, 또 같은 화면 재생 빈도를 사용해야 한다.

#### 확장 모드
확장 모드에서 추가되는 데스크톱 영역이 "추가되는 모니터"에 만들어진다. 각 모니터는 다른 설정값(해상도, 색, 화면 재생 빈도)을 사용할 수 있다. 매킨토시 컴퓨터는 1980년대 말에 "확장 데스크톱" 개념을 도입하였으며, 그래픽 디자이너, 영상 편집자, 게임 개발자에게 강력한 체험을 제공한다.
이 개념은 개인용 컴퓨터 제조업체가 개발하였으며 독립 디스플레이 모드로, 또 확대 디스플레이 모드로까지 이어졌다.

## 상용 시스템
다중 모니터 분야에서 주된 경쟁자 세 곳을 일러 보면, 히드라비전 기술을 사용하는 ATI 테크놀로지, 듀얼헤드 멀티 디스플레이를 사용하는 매트록스, 엔뷰를 사용하는 엔비디아가 있다. 이 기술은 한 때 전문 그래픽 시장에만 한정되기도 했으나 강력한 그래픽 처리 장치가 속속 모습을 드러내며 각 디스플레이 카드에 맞는 소프트웨어가 그래픽 카드를 구입하면 함께 끼워 나옴에 따라, 소비자 시장에도 이러한 기능이 도입되었다. 최신 버전의 마이크로소프트 윈도우는 최대 64 대의 모니터를 지원한다.

## 도구
마이크로소프트 윈도우와 같은 운영체제에서 사용할 수 있는 다중 모니터 도구들은 매우 한정되어 있다. 다중 모니터를 제어할 수 있는 그래픽 카드를 위한 장치 드라이버 대다수는 운영 체제 기능을 자체적으로 강화한다. VGA 드라이버에서 제공하는 기능이 아닌, 서드 파티 응용 프로그램들은 운영 체제가 지원하지 않는 기능의 틈을 메우고 있다. 윈도우에서 Ultramon은 여러 대의 모니터를 더 세세하게 설정하고 관리할 수 있는 상용 유틸리티이다. Multimon은 돈을 내지 않고 쓸 수 있는 대안이다. ATI는 그래픽 카드를 위해 히드라비전 소프트웨어를 무료로 제공하고 있다. SplitView, AquaSnap 및 MaxTo 같은 윈도우 매니저도 좋은 대안이 될 수 있습니다. 이러한 유틸리티들은 사용자가 다음의 기능을 수행할 수 있게 도와 준다.
- 각 모니터마다 각 화면에 열려 있는 항목을 포함하는 작업 표시줄을 가진다.
- 한 화면에서 다음 화면으로 이동하는 작업, 빠르게 마우스 포인터를 모니터 사이로 움직이는 작업 등을 수행하기 위한 단축키를 정의한다.
- 특정한 응용 프로그램을 설정하여 기본적으로 특정한 모니터를 열게 한다. (이를테면 두 번째 모니터에 기본적으로 마이크로소프트 아웃룩이 열리게 한다는지 등)

그러나 한편 우분투를 포함한 리눅스 계열에서는 다양한 오픈소스에서의 프로그램들이 지원되는데 특히 자동으로 설정을 지원하는 이러한 기능들은 모니터 제조회사와 드라이버의 오픈소스 기여 그리고 커널의 발전에 힘입어 여러 가지 다중 모니터 설정의 편리한 기능을 보여준다.
| |
| 우분투에서 키보드 스크린샷 키로 캡쳐한 두대의 모니터 화면중 우측화면이 다중모니터 설정기능을 보여주는 화면이다. |

## 그래픽 카드
더 새로운 그래픽 카드는 보통 1 개의 DVI 단자와 1 개의 VGA 단자, 또는 2 개의 DVI 단자가 포함되어 있다. CRT 모니터는 보통 VGA 단자를 사용하지만 고급형 CRT는 DVI를 사용할 수 있으며, LCD 모니터는 모델에 따라 지원 여부가 달라진다. 2 개의 DVI 단자를 갖춘 그래픽 카드를 사용하는 사용자들은 DVI-VGA 변환잭을 사용하여 CRT 모니터에 이러한 설정을 사용하도록 만들 수 있다.

## 가상 디스플레이
수많은 소프트웨어와 비디오 하드웨어는 추가적인 가상 공간의 멀티 디스플레이를 제공한다. 이를 작업 공간(workspace)이라고도 부른다.
| |
| 리눅스 계열의 우분투 OS의 '도움말'에서 가상 디스플레이 '워크스페이스'(작업공간)에 대해 설명하고 있다. |

## 참고 자료
- Ubuntu 운영 체제를 사용하여 Dell PC에서 여러 디스플레이를 구성 하는 방법